# Puto marsicanus
Puto marsicanus är en insektsart som beskrevs av Marotta och Tranfaglia 1993. Puto marsicanus ingår i släktet Puto och familjen ullsköldlöss.
Artens utbredningsområde är Italien. Inga underarter finns listade i Catalogue of Life.